# Ане Брун
Ане Брун (норвежское произношение: [ˈɑ̂ːnə ˈbrʉːn]; при рождении Ане Брунволл, 10 марта 1976 года) — норвежская автор песен, гитаристка и вокалистка саамского происхождения. С 2003 года записала одиннадцать альбомов, восемь из которых — студийные авторские (включая коллекцию дуэтов), акустический альбом и два альбома каверов; также выпустила три концертных альбома, две компиляции, один концертный DVD и четыре EP. С 2001 года живёт в Стокгольме, Швеция, где пишет, записывает и управляет собственным лейблом (Balloon Ranger Recordings).

## Ранняя жизнь и образование
Ане Брунволл — дочь адвоката Кнута Анкера Брунволла (р. 1945) и джазовой певицы и пианистки Ингер Йоханне Брунволл (р. Квиен 1945). Выросла в музыкальной семье в городе Мольде, Норвегия. Её младшая сестра — певица Мари Квиен Брунволл (р. 1984), старший брат — фотограф Бьёрн Брунволл (р. 1973).
В 1995 году переехала учиться в Бергенский университет, чередуя курсы испанского, права и музыки. В Бергене начала писать свой собственный материал. Следующие несколько лет она провела, перемещаясь между Барселоной, Осло и Бергеном.

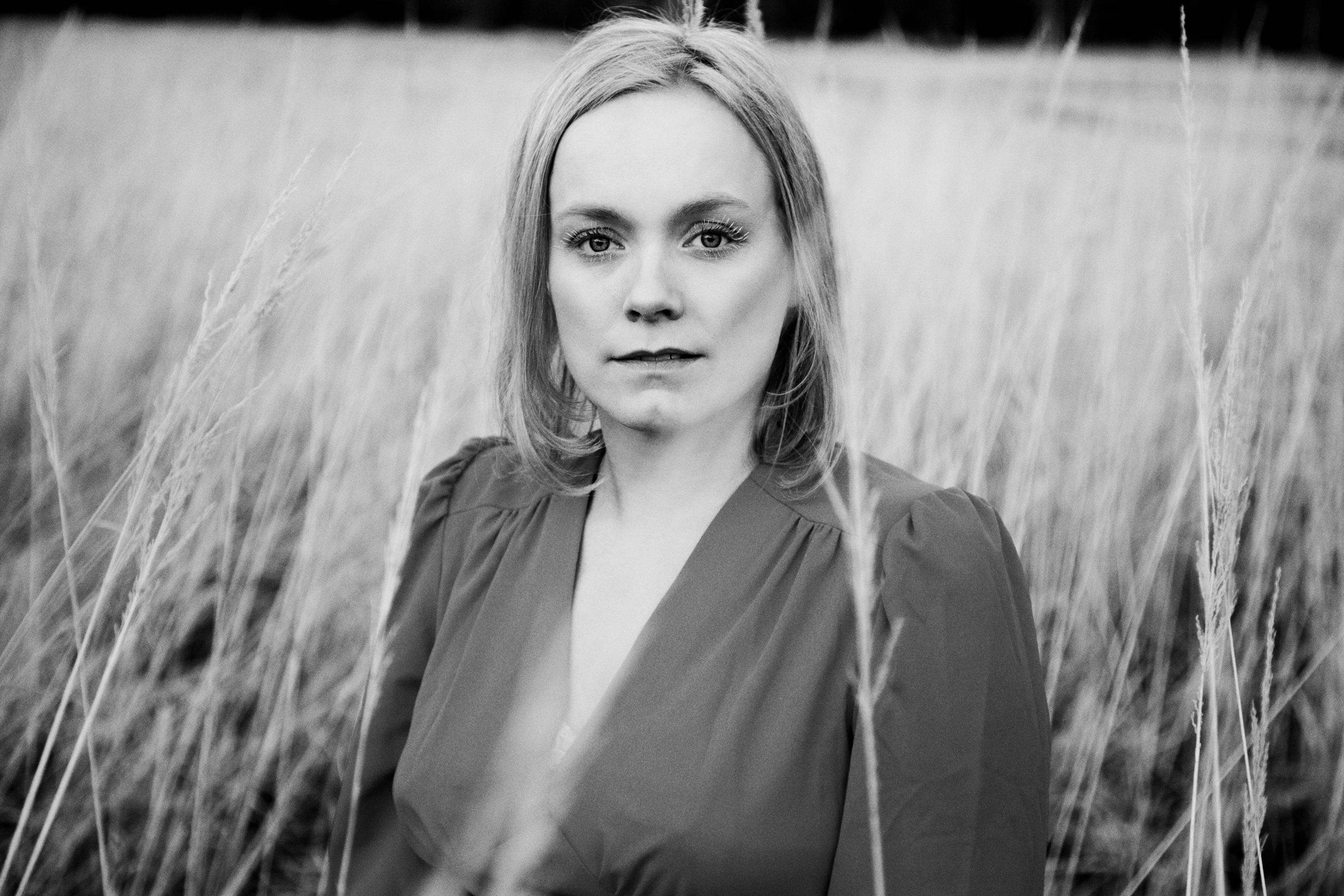
Ане Брун, 2012

## Карьера
После нескольких небольших выступлений и записи первых демозаписей в Бергене в 1999 году переехала в Швецию, сначала в Уппсале, а затем в Стокгольме в 2001 году, где начала серьёзно заниматься своей музыкальной карьерой, где записала дебютный альбом Spending Time with Morgan в 2002 году (в т. ч в Уппсале с инженерами и продюсерами Катарина Натталл, Сесиль Груде и Ким Нельсон). Он был выпущен на лейбле DetErMine, который она основала вместе с Эллекари Ларссоном из шведской группы The Tiny. Альбом был выпущен в 11 европейских странах в 2003 году благодаря лицензионному/дистрибьюторскому соглашению с V2 Music.

## Личная жизнь

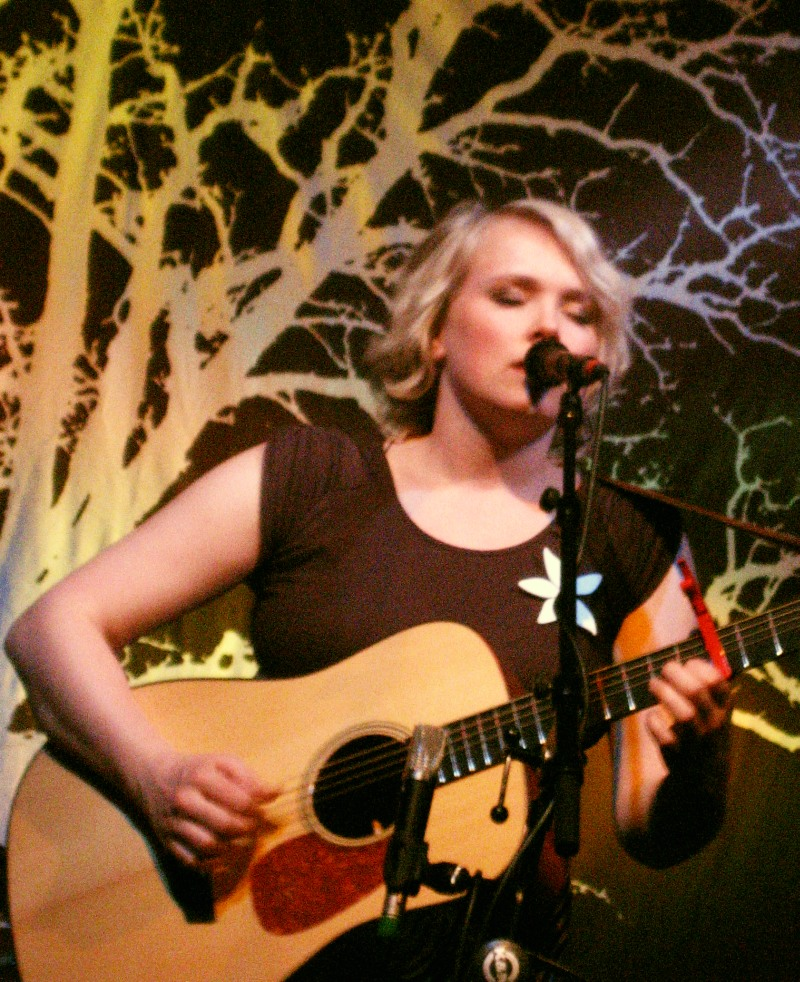
Ане Брун в Гамбурге, 2008 год

В возрасте 27 лет у Брун была диагностирована красная волчанка. В 2012 году из-за обострения волчанки она отменила североамериканский тур с Питером Гэбриэлом.

## Дискография
Студийные
| Год  | Название                            | Пиковая позиция | Пиковая позиция | Пиковая позиция | Пиковая позиция | Пиковая позиция | Пиковая позиция | Сертификация       |
| Год  | Название                            | NOR             | BEL (Fl)        | DEN             | FR              | NED             | SWE             | Сертификация       |
| ---- | ----------------------------------- | --------------- | --------------- | --------------- | --------------- | --------------- | --------------- | ------------------ |
| 2003 | Spending Time with Morgan           | 19              | -               | -               | -               | -               | -               |                    |
| 2005 | A Temporary Dive                    | 1               | -               | -               | -               | -               | 12              | - NOR: Platinum    |
| 2005 | Duets                               | 2               | -               | -               | -               | -               | 40              | - NOR: 2× Platinum |
| 2008 | Changing of the Seasons             | 1               | -               | -               | -               | 48              | 2               | - NOR: Gold        |
| 2008 | Sketches                            | 15              | -               | -               | -               | -               | -               |                    |
| 2011 | It All Starts with One              | 1               | 67              | 36              | 159             | 13              | 1               | - NOR: 2× Platinum |
| 2015 | When I’m Free                       | 4               | 72              | -               | -               | 12              | 3               |                    |
| 2017 | Leave Me Breathless                 | 3               | 75              | -               | -               | 76              | 5               | - NOR: Gold        |
| 2020 | After the Great Storm               | 15              | -               | -               | -               | -               | 13              |                    |
| 2020 | How Beauty Holds the Hand of Sorrow | 17              | -               | -               | -               | -               | 30              |                    |
| 2022 | Nærmere                             | -               | -               | -               | -               | -               | -               | -                  |
| 2023 | Portrayals                          | -               | -               | -               | -               | -               | -               | -                  |

### Концертные альбомы
| Год  | Название                                                  | Пиковая позиция | Пиковая позиция | Cертификация |
| Год  | Название                                                  | NOR             | SWE             | Cертификация |
| ---- | --------------------------------------------------------- | --------------- | --------------- | ------------ |
| 2007 | Live in Scandinavia                                       | 11              | 12              |              |
| 2009 | Live at Stockholm Concert Hall                            | 7               | 5               |              |
| 2018 | Live at Berdwardhallen (with the Swedish RSO and Hans Ek) |                 | 54              |              |

### Компиляции
| Год  | Название        | Пиковая позиция | Пиковая позиция | Cертификация |
| Год  | Название        | NOR             | SWE             | Cертификация |
| ---- | --------------- | --------------- | --------------- | ------------ |
| 2013 | Songs 2003—2013 | 2               | 6               |              |
| 2013 | Rarities        | 21              | -               | - NOR: Gold  |
| 2023 | Rarities 2      |                 |                 |              |

###### Мини-альбомы
- 2001: What I Want
- 2001: Wooden Body
- 2004: My Lover Will Go
- 2012: Do You Remember

###### DVD
- 2009: Live at Stockholm Concert Hall (также выпущен в виде альбома в Швеции)

### Синглы
| Год  | Сингл                                                 | Пиковая позиция | Пиковая позиция |     | Cертификация | Альбом                                                        |
| Год  | Сингл                                                 | DEN             | NOR             | SWE | Cертификация | Альбом                                                        |
| ---- | ----------------------------------------------------- | --------------- | --------------- | --- | ------------ | ------------------------------------------------------------- |
| 2004 | «Song No. 6» feat. Ron Sexsmith                       | -               | -               | -   |              | A Temporary Dive                                              |
| 2005 | «My Lover Will Go»                                    | -               | -               | 39  |              | A Temporary Dive                                              |
| 2005 | «Lift Me» feat. Madrugada                             | -               | 1               | 44  |              | Duets                                                         |
| 2006 | «Rubber & Soul» feat. Teitur                          | -               | -               | -   |              | A Temporary Dive                                              |
| 2006 | «Balloon Ranger»                                      | -               | -               | -   |              | A Temporary Dive                                              |
| 2008 | «Big in Japan»                                        | -               | -               | 3   |              | Bonus track on Changing of the Seasons                        |
| 2008 | «True Colors»                                         | -               | -               | 5   |              | Bonus track on Changing of the Seasons                        |
| 2008 | «Headphone Silence» (Henrik Schwarz/DF Remix)         | -               | -               | -   |              | Spending Time with Morgan                                     |
| 2012 | «Fly on the Windscreen» feat. Vince Clarke            | -               | -               | -   |              | Rarities                                                      |
| 2013 | «Oh Love»                                             | 23              | -               | -   |              | It All Starts with One                                        |
| 2014 | «One Last Try»                                        | -               | -               | -   |              | Do You Remember                                               |
| 2018 | «Horizons» with Dustin O'Halloran                     | -               | -               | -   |              | Puzzle (Original Motion Picture Soundtrack)                   |
| 2018 | «Springa»                                             | -               | -               | -   |              | Becoming Astrid (Original Motion Picture Soundtrack)          |
| 2018 | «Vanlig Vardag»                                       | -               | -               | -   |              | Hocus Pocus Alfie Atkins (Original Motion Picture Soundtrack) |
| 2019 | «Into a Dream»                                        | -               | -               | -   |              | Неальбомный сингл                                             |
| 2019 | «You’ll Never Walk Alone»                             | -               | -               | -   |              | Неальбомный сингл                                             |
| 2019 | «Mellom bakkar og berg»                               | -               | -               | -   |              | Неальбомный сингл                                             |
| 2019 | «At Last»                                             | -               | -               | -   |              | Неальбомный сингл                                             |
| 2019 | «Silent Night Before the First Day of Christmas»      | -               | -               | -   |              | Неальбомный сингл                                             |
| 2019 | «All Is Soft Inside (From NRK HAIK for Aurora, 2019)» | -               | -               | -   |              | Неальбомный сингл                                             |
| 2020 | «Don’t Run and Hide»                                  | -               | -               | -   |              | After the Great Storm                                         |
| 2020 | «Feeling Like I Wanna Cry»                            | -               | -               | -   |              | After the Great Storm                                         |
| 2020 | «Honey»                                               | -               | -               | -   |              | After the Great Storm                                         |
| 2020 | «Take Hold of Me»                                     | -               | -               | -   |              | After the Great Storm                                         |
| 2020 | «We Need a Mother»                                    | -               | -               | -   |              | After the Great Storm                                         |
| 2020 | «Crumbs»                                              | -               | -               | -   |              | After the Great Storm                                         |
| 2020 | «Trust»                                               | -               | -               | -   |              | How Beauty Holds the Hand of Sorrow                           |
| 2020 | «Song for Thrill and Tom»                             | -               | -               | -   |              | How Beauty Holds the Hand of Sorrow                           |
| 2020 | «Lose My Way» with Dustin O'Halloran                  | -               | -               | -   |              | How Beauty Holds the Hand of Sorrow                           |
| 2020 | «Closer»                                              | -               | -               | -   |              | How Beauty Holds the Hand of Sorrow                           |
| 2020 | «Nesten Hjemme» with Turab                            | -               | -               | -   |              | Неальбомный сингл                                             |

###### Приглашенный музыкант
| Year | Single                                                                          | Peak positions | Peak positions | Peak positions | Certification | Album                        |
| Year | Single                                                                          | NOR            | SWE            | UK             | Certification | Album                        |
| ---- | ------------------------------------------------------------------------------- | -------------- | -------------- | -------------- | ------------- | ---------------------------- |
| 2015 | «Can’t Stop Playing (Makes Me High)» (Dr. Kucho! & Gregor Salto feat. Ane Brun) | -              | -              | 4              | - BPI: Gold   |                              |
| 2015 | «To Let Myself Go» (The Avener feat. Ane Brun)                                  | -              | -              | -              |               | The Wanderings of the Avener |
| 2020 | «When I Let Go (Live in Oslo)» (Fay Wildhagen feat. Ane Brun)                   | -              | -              | -              |               | Leave Me to the Moon         |

### Также появляется на
- Songs of the Siren (Starbucks Hear Music, 2013)
- Альбом Beginner’s Guide to Scandinavia 3-CD (2011)
- «Don’t Give Up» New Blood (Питер Гэбриэл, 2011)
- «Don’t Give Up» Live Blood (Питер Гэбриэл, 2012)
- In My Last Life (Andrew Bayer, 2018)

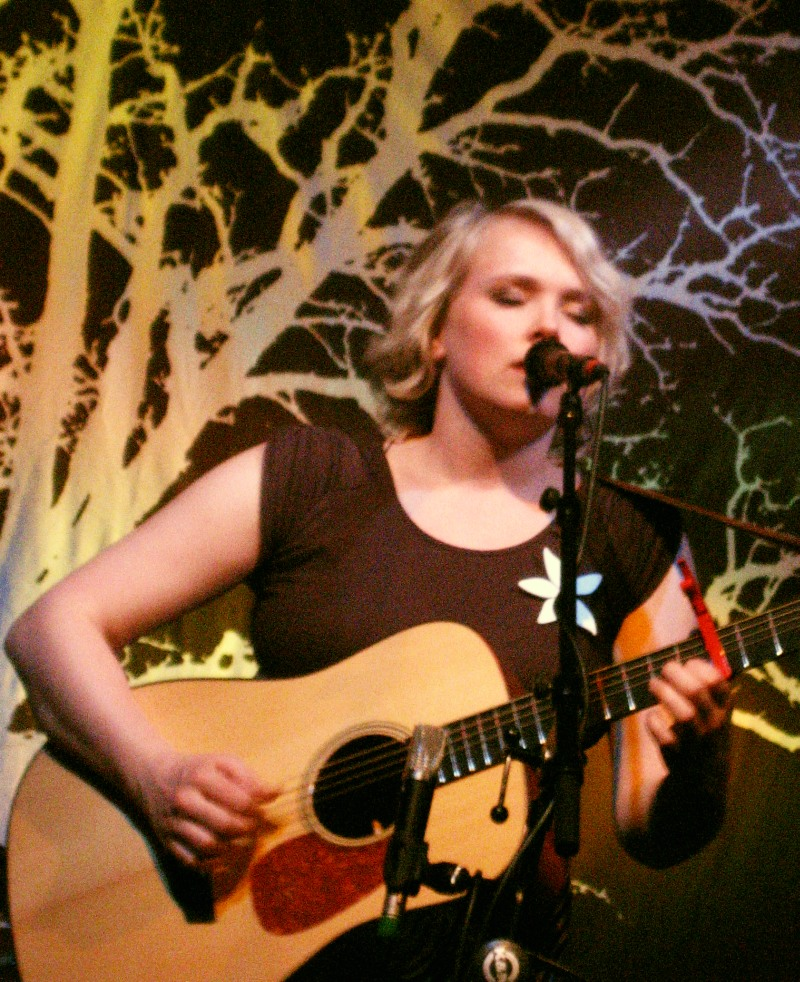
Ане Брун, Гамбург 2008
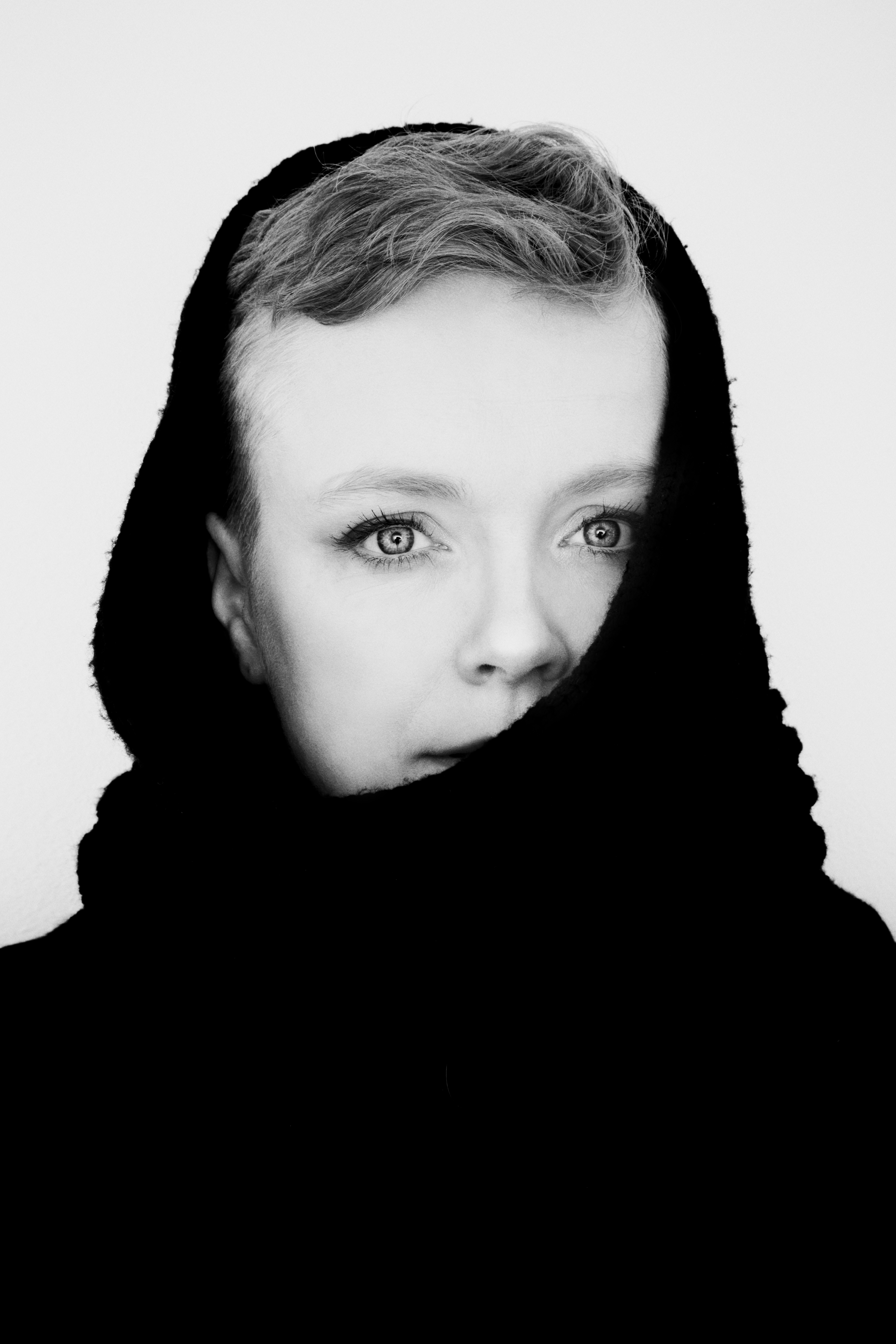
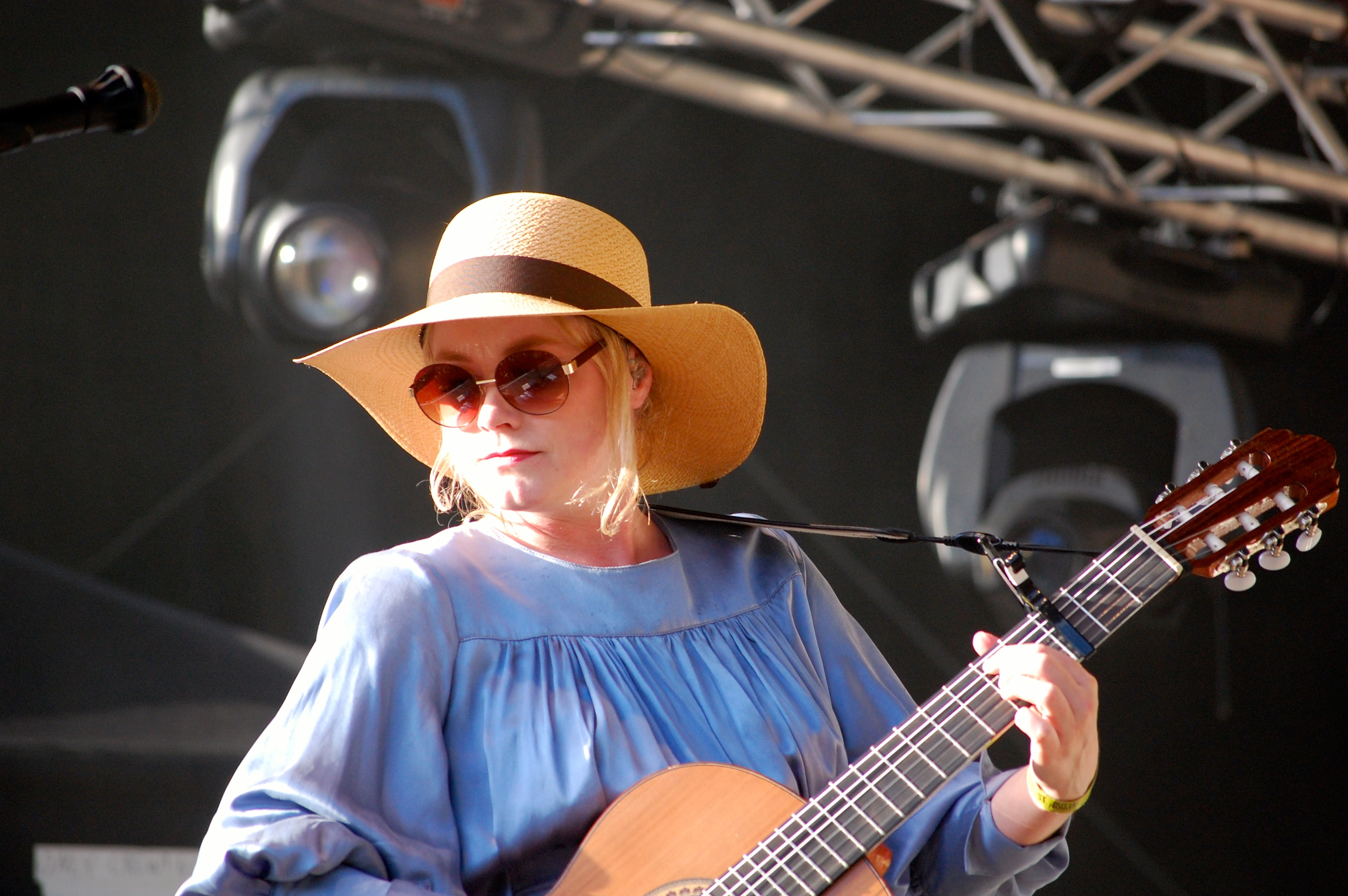
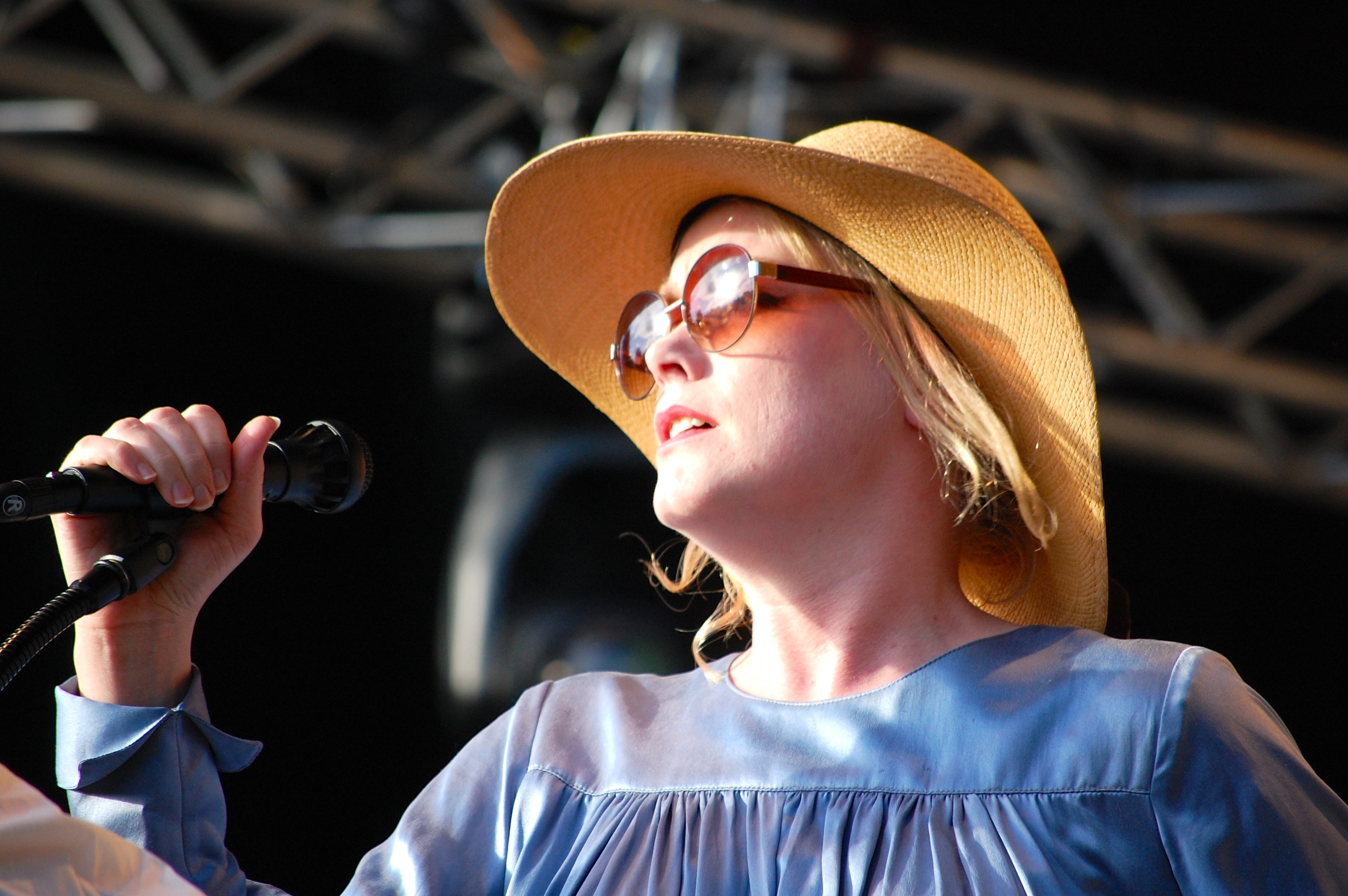
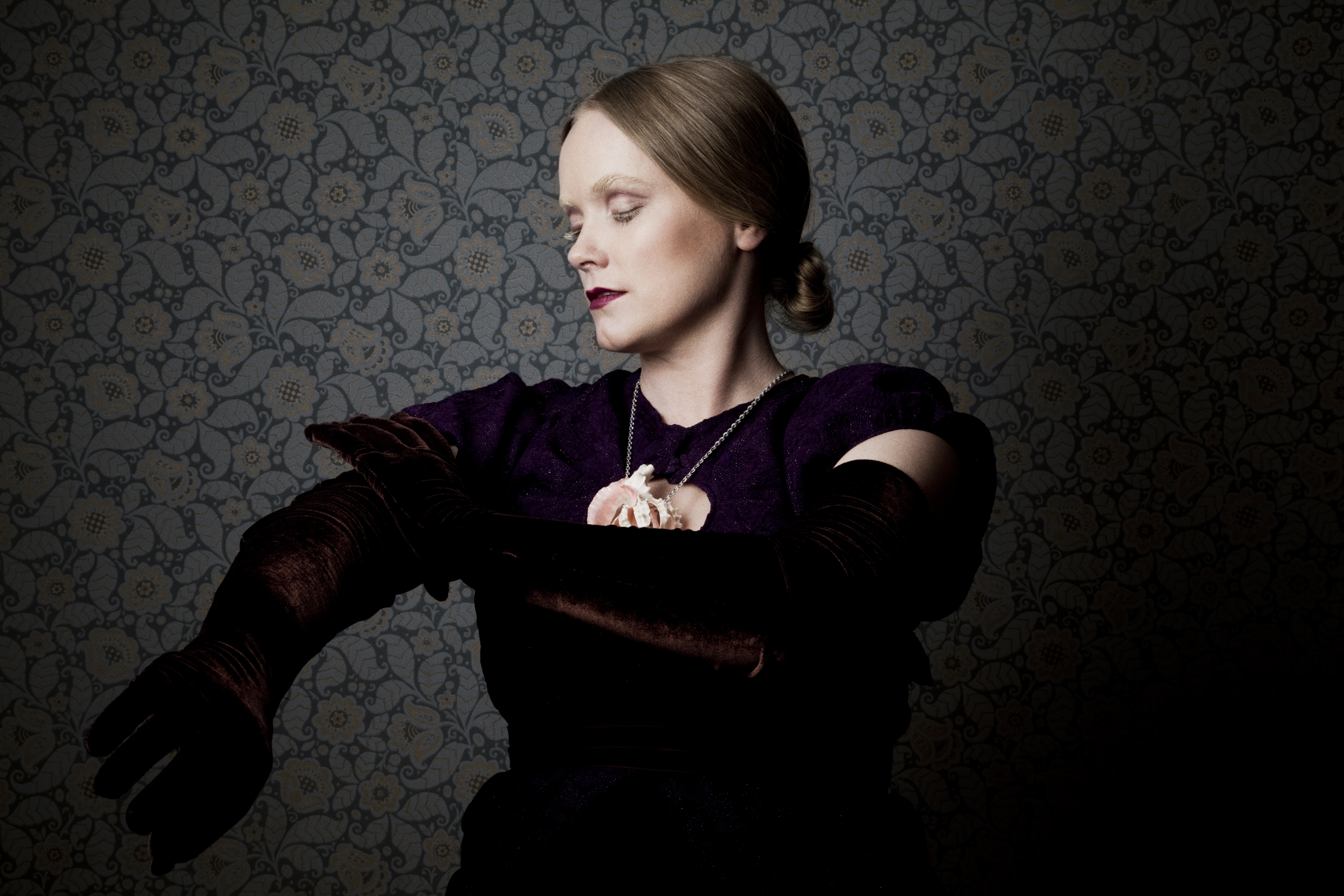